# Metro Bank
Metro Bank é um banco varejista que opera no Reino Unido, fundado por Vernon Hill em 2010. Ao momento de seu lançamento, foi o primeiro novo banco varejista ("High Street Bank") no Reino Unido em mais de 150 anos.

## História
Sua licença foi concedida por Financial Services Authority o 5 de março de 2010, sendo o primeiro banco varejista ao que se lhe tem concedido tal licencia por mais de 150 anos. Planea-se abrir entre 200 e 250 sucursais em Grande Londres em 10 anos a partir da posta em marcha. Sua primeira sucursal abriu suas portas o 29 de julho de 2010 em Holborn.
Em 2012, Metro Bank arrecadou $ 200 milhões adicionais em financiamento de inversores incluindo Fidelity e SAC Capital Advisors, bem como os inversores de bens raízes de Nova York como LeFraks e David e Simon Reubens. No mesmo ano, a revista Forbes informou que a sucursal de Metro da sucursal de Holborn tinha obtido 200 milhões de dólares em depósitos.
O 2 de maio de 2013, o Daily Telegraph informou que depois de uma perda de 8,8 milhões de libras no primeiro trimestre de 2013, as perdas dantes de impostos tinham superado os 100 milhões de libras esterlinas em menos de três anos desde seu lançamento, mas o banco indicou que estes foram planeados e "são o resultado de suas iniciativas de crescimento".
Numa entrevista com o Financial Times, Hill disse que "o banco estava em linha com o plano de negócios para fazer crescer rapidamente esta empresa", agregou.
O banco incrementou suas contas num 50% no primeiro semestre de 2013 por um total de 200.000 contas de clientes, incluindo 15.000 contas de negócios. O objectivo era que 200 sucursais no Reino Unido estivessem abertas no futuro.

### Gestão
Hill recebeu o prémio Free Enterprise Award em abril de 2013. A organização citou-o como "um empresário notável que tem identificado uma clara oportunidade e entrou na cena bancária do Reino Unido num momento em que o sector tem estado baixo constante fogo". O director executivo Craig Donaldson, começou sua carreira no Barclays em 1995. Mais tarde trabalhou para o Banco Real de Escócia onde conheceu a Hill. Juntos decidiram estabelecer um equivalente no Reino Unido ao que se conhece como "Commerce Bancorp". Em 2015 Michael Snyder uniu-se ao directório de Metro Bank com a missão de desenvolver as operações de pequenas empresas.